# Quindío
Quindío je departement v centrální části Kolumbie. Sousedí s departementy Valle del Cauca, Tolima a Risaralda. Departement sestává z 13 obcí, správním centrem je město Armenia. Co do rozlohy je druhým nejmenším kolumbijským departemetem, avšak má třetí nejvyšší hustotu osídlení. 
Rozprostírá se v Andském přírodním regionu (Centrální Kordillera). Průměrná nadmořská výška je 1450 m n. m. Nejvyšším bodem je aktivní sopka Paramillo del Quindío (4760 m n. m.). Je součástí tzv. „osy kávy“ - kolumbijského zemědělského regionu, ve kterém se pěstuje kávovník. Některé z kávovníkových plantáží jsou chráněné UNESCEM pod názvem Kulturní krajina kávových plantáží v Kolumbii.